# Odd Berg
Odd Sigurd Berg (ur. 3 stycznia 1952) – norweski piłkarz występujący na pozycji napastnika. Trener piłkarski. Brat innego piłkarza, Jana Berga.

## Kariera piłkarska
W swojej karierze Berg występował w zespole Molde FK. W sezonie 1974 z 13 bramkami na koncie został królem strzelców pierwszej ligi norweskiej.

## Kariera trenerska
W 2003 roku Berg prowadził zespół Molde FK, grający w pierwszej lidze. Zadebiutował tam 25 maja 2003 w wygranym 2:1 meczu z Tromsø IL. W sezonie 2003 zajął z klubem 9. miejsce w lidze. Dotarł z nim też do drugiej rundy Pucharu UEFA, w którym Molde uległo Benfice. Po sezonie odszedł z klubu. W latach 2007–2015 trenował drużynę Molde U-19, a w 2015 roku był asystentem trenera w zespole IK Start.